# Szenisches Verstehen
Szenisches Verstehen ist ein zentraler Begriff der Erkenntnistheorie der Psychoanalyse von Alfred Lorenzer. Zur Erweiterung der klassischen Hermeneutik berücksichtigte Lorenzer die in einer Kommunikation enthaltenen „Szenen“ zum besseren Verständnis der Kommunikationsteilnehmer.

## Begriff bei Lorenzer
Das Konzept wurde in den 1970er Jahren am Lehrstuhl für Psychoanalyse an der Johann Wolfgang Goethe-Universität Frankfurt am Main von Hermann Argelander und Alfred Lorenzer entwickelt.  Lorenzer  entfaltete das „szenische Verstehen“ dann als Schlüsselbegriff in seiner Arbeit Sprachzerstörung und Rekonstruktion, um die psychoanalytische Methode gegenüber Nicht-Psychoanalytikern zu erläutern. Nach diesem Konzept gründet das psychoanalytische Erkennen im Verstehen von Szenen und betont damit die Bedeutung der Intersubjektivität in der Psychoanalyse. Dabei gibt es mehrere Verstehensebenen:
- Logisches Verstehen des sachlichen Gehalts von Kommunikation und Interaktion (Verstehen des Gesprochenen. "Worüber wird gesprochen?"),
- Psychologisches Verstehen des emotionalen Beziehungsgehalts (Verstehen des Sprechers. "Wie wird miteinander gesprochen?"),
- Szenisches Verstehen derjenigen Muster einer Szene, welche die Lebensäußerungen mitorganisieren (Verstehen der Situation. "Wie wird worüber gesprochen?"),
- Tiefenhermeneutisches Verstehen der in Szenen verborgenen Wünsche und Abwehrvorgänge. ("Warum wird wie worüber gesprochen?")

Szenisches Verstehen bedeutet das Verstehen von Interaktionsprozessen, es soll entschlüsselt werden, wie der Analysand den Analytiker in seine Szene einbindet. Der Analytiker steht dabei also nicht in Distanz zu der Szene, sondern muss  sich auf das Spiel des Patienten einlassen. Der Patient bringt in die Szene verdrängte Erlebnisse ein. Er agiert durch einen Wiederholungszwang ständig mit dem gleichen Muster, verändert die ursprüngliche Szene in seiner Vergangenheit jedoch.  Aufgabe des Analytikers ist es nun, die ursprüngliche Szene bewusst zu machen und zu rekonstruieren.
„Der Analytiker steht nicht in beschaulicher Distanz zum Patienten, um sich – wie aus einer Theaterloge – dessen Drama anzusehen. Er muss sich aufs Spiel mit dem Patienten einlassen, und das heißt, er muss selbst die Bühne betreten. Er nimmt real am Spiel teil.“

## Weiterentwicklungen des Konzepts
Aloys Leber und sein Schüler Hans-Georg Trescher haben Lorenzers Konzept zu einer handlungsorientierten psychoanalytisch-pädagogische Fassung weiterentwickelt.
Die Anwendung von Szenischem Verstehen beschränkt sich für Trescher und Leber nicht nur auf therapeutische Arbeitsfelder, sondern kann überall da hilfreich sein, wo professioneller Umgang mit Menschen stattfindet, also auch in der Pädagogik.
Trescher betonte vor allem Übertragungs- und Gegenübertragungsprozesse als Schlüssel zum Verstehen der Szene.
Eine zentrale Rolle spielt das Szenische Verstehen auch in der psychoanalytischen "Beziehungsanalyse" von Thea Bauriedl. Sie beschreibt u. a. ein "szenisches Verständnis der Abwehrmechanismen": "Die Frage: "Was ist hier falsch?" wird aufgelöst in die Frage: "Was geht hier vor sich?" Die Spaltung der Person in "richtig" und "falsch" wird szenisch aufgelöst. Diese Wirkung stellt sich allerdings nur ein, wenn man die Abwehrmechanismen auch dialektisch versteht, als Kompromissbildungen zwischen Wünschen und Ängsten, die beide in der Gesamtstruktur der Person noch enthalten sind."